# Coracina caeruleogrisea
Coracina caeruleogrisea là một loài chim trong họ Campephagidae.
Nó được tìm thấy trên quần đảo Aru và New Guinea. Môi trường sống tự nhiên của nó là các khu rừng ẩm vùng đất thấp hay rừng núi cao ẩm nhiệt đới hay cận nhiệt đới.
Có thể được chia ra làm 3 phân loài là:
- C. c. caeruleogrisea (G. R. Gray, 1858): Trung nam New Guinea và quần đảo Aru.
- C. c. adamsoni Mayr & Rand, 1936: Đông New Guinea, từ vịnh Astrolabe tới eo biển Hall.
- C. c. strenua (Schlegel, 1871): Tây & Trung New Guinea (vè phía đông tới thung lũng Wahgi), gồm cả đảo Yapen.

Tuy nhiên, hiện tại IOC không chia nó thành các phân loài, dựa theo xử lý của Beehler B. M. & Pratt T. K. (2016)